# Live On (韓國電視劇)
《Live on》（韓語：라이브 온），為韓國JTBC於2020年11月17日起播出的火曜連續劇，由《意外發現的一天》金尚宇導演執導與方有貞編劇合作打造。此劇講述以時尚和知名度來分階級的高中，站在金字塔頂端、目中無人的明星白浩朗（鄭多彬飾），為了找出揭露自己過去的匿名者，而進入了完美主義又頑固的高恩澤（黃旼炫飾）部長所在的廣播部後，展開了一場相殺相愛的浪漫愛情故事。
香港、新加坡由Viu獨家播出，台灣由愛奇藝海外版自11/18日起每週三早上10點獨家播出。

## 演員陣容

### 主要人物
| 演員   | 角色                                     | 介紹 | 粵語配音 |
| 黃旼炫 | 高恩澤                                   | 西延高中二年級廣播部部長 白浩朗的男朋友，性格敏銳、細膩、敏感，是一個完美男。 他無法容忍不拼盡全力的人，生活中把時間以分為單位來製定計劃，對自己和他人都十分嚴格，故以西延高鐵臂王而聞名。 雖然是冰冷的性格，但又流露出一絲絲成熟感，使他在女高中生中具有高人氣。白浩朗加入廣播部以後，由於她做出的脫離自己預設範圍內的突發行動，原本一絲不苟的日常生活開始發生改變。在與白浩朗長期相處後，漸漸喜歡上她。但兩人因為白浩朗國中被霸凌的事情鬧不合。後來透過與媽媽見面，得知媽媽的感受，也明白了白浩朗的行動其實表達了她對他的在意，並且透過學校廣播說出對白浩朗的真心話。最後得知以前發生的事情的來龍去脈。後與白浩朗成為男女朋友。 | 杜景煜   |
| 鄭多彬 | 白浩朗                                   | 西延高中二年級廣播部成員 高恩澤的女朋友，自我炫耀型的 SNS Influencer 。她是以名聲為階級的瑞淵高中學生羨慕和嫉妒的對象，因為待人冷漠，因此有一名朋友-金有信，雖然有著高傲的自尊心，但其實是隱藏難以言喻的祕密的人物。一天,在校內午餐的廣播節目中聽到了自己最不想回憶惡夢，因此決定加入廣播部尋找匿名發送故事的人。在廣播部的期間與高恩澤長期相處，漸漸喜歡上高恩澤。一直隱藏著2年前初中的時候在KTV被打的事情，因為自尊心很強，不想讓身邊的人知道，因此疏遠初中的好友-池小賢，但心中還是很在乎她。後來得知上傳照片和發送故事的人是廣播部的成員鄭喜秀，故事中她成為了加害者，但事實上是受害者。跟高恩澤承諾會跟他說被霸凌的事，一開始不願說出事實而鬧不合，不過因高恩澤透過與媽媽見面，得知媽媽的感受，也明白了她對他的在意，最後聆聽了高恩澤透過學校廣播說出對她的真心話，後來鼓起勇氣告訴高恩澤自己是受害者，也透過直播的方式告訴大家，讓告密者-鄭喜秀被所有同學得知是她揭發了這件事。最後與素賢聊天後兩人和好。後與高恩澤成為男女朋友。 | 植婉雯   |
| 楊惠智 | 池素賢 （愛奇藝國際版譯為池昭玄/池昭炫） | 西延高中二年級廣播部次長 內審等級從未低於1.5級的模範生，雖然總是很文靜很溫順，但微笑著對那些自說自話的人，具有迎面突破的果斷，比起語言，用文字交流的聊天工具更方便，比起女性朋友，擁有更多男性朋友，雖然與白浩朗是好朋友，但某一天突然莫名其妙地被絕交，是喜歡到能說出自己所有心事的朋友啊...，2年後，在白浩朗報名廣播部時又遇見了，素賢對浩朗進入廣播部的理由感到非常好奇，在校慶當天的盛典後看監視器，得知爆料白浩朗以前的事情的人就是廣播部的成員，所以私下調查後，與爆料者對質，得知白浩朗2年前的那天被霸凌的事情，非常傷心，知道白浩朗不想讓任何人知道她以前被霸凌的事情，所以假裝不知道，但爆料者再次上傳照片，還打電話要她出來，結果剛好遇到在場的白浩朗，白浩朗覺得很沒面子，被得知自己被霸凌的事情，追過去找白浩朗，告訴她即使我們關係不像以前這樣好，但你還是我的朋友，與白浩朗在聊了以前的事情，兩人終於再次和好，被金有信的追求打動。                                                                                       | 黎皓宜   |
| 崔秉燦 | 金有信 （香港Now譯名為金宥信）           | 西延高中二年級 單純感90%+沒有想法10%，在圍繞目標激烈奔跑的朋友們中，他既是一個悠閒自在的人物，也是目中無人的白皓朗的唯一朋友，稍微有一點小聰明和遊刃有餘，是純潔的結晶，雖然不知道確切在想什麼，但內心是有著深沉想法的人物，高一報到那天，第一次見到池素賢就愛上了她，對池素賢的追求，最後終於打動池素賢的心。 | 陳漢祺   |
| 盧宗賢 | 都知才 （愛奇藝國際版譯名為都宇載）      | 西延高中二年級先導部長 姜在伊的男朋友，他是不亞於軍隊助教的先導部長，無論在什麼情況下，他都是理性行為的代表，與FM中的FM、完美主義者高恩澤是十分相配的朋友，雖然臉上總是帶著淡然的表情，但唯一笑的瞬間就是和女朋友在伊在一起的時候，但是要察覺到像雲霄飛車一樣變化的在伊感情就已經很吃力了，還要表現出來，漸漸地疲憊不堪，與姜在伊短暫分手過，後來再次恢復成男女朋友。 |          |
| 妍雨   | 姜在伊                                   | 西延高中二年級 都知才的女朋友，火辣辣單純的性格既是優點也是缺點，多虧了有想說的話就一定要說出來才能消氣的直率、毫無顧忌的性格，無論是和所有人都感到畏懼的白皓朗，還是和微妙的像隔著一道牆的池素賢，是少數可以坦然相處的人物，她是一個夢想成為優雅的職業女性，但一生氣就會先做出粗魯行動的人類推土機，和明確表達意思的自己不同，和看不出表情的男朋友知才的戀愛很苦惱，與都知才短暫分手過，後來再次恢復男女朋友。 | 成樂怡   |

### 西延高中人物
| 演員   | 角色                           | 介紹                                               | 粵語配音                      |
| 申允燮 | 金正彬                         | 學生會會長。                                       | 陳成港                        |
| 姜海林 | 朴海林                         | 妒忌浩朗的鄰班同學。                               | 王夢華                        |
| 李世熙 | 鄭熙秀                         | 廣播部的二年級成員，討厭白浩朗，一直在背後抹黑她。 | 楊樂瑤                        |
| 禹多備 | 金恩河 （香港Now譯名為金銀河） | 廣播部的一年級成員。                               | 黃穎誼                        |
| 玄佑錫 | 權成俊                         | 劉達斌                                             |                               |
| 楊正妍 | 金熙媛                         | 梁倩蘅                                             |                               |
| 趙俊英 | 朴英載                         |                                                    |                               |
| 金殷秀 | 申振國                         | 廣播部的二年級成員。                               | 陳成港                        |
| 俞詩恩 | 俞詩恩                         | 浩朗與在伊在分組學習的組員。                       | 黃穎誼                        |
| 柳藝勝 | 柳藝勝                         |                                                    |                               |
| 張瑞源 |                                | 歷史老師。                                         | 黃榮璋                        |
|        |                                | 浩朗的班主任。                                     | 陳雪瑩                        |
| 洪昇菲 |                                | 數學老師。                                         | 黃穎誼                        |
| 崔秀珍 | 秀珍                           | 朴海林的好友，二年級學生。                         | 陳雪瑩（前期） 黃穎誼（後期） |
| 池義正 | 池義正                         | 陳雪瑩                                             |                               |
| 李元鄭 | 李俊鎬                         | 在伊的朋友。                                       |                               |
|        | 崔允石                         | 與在伊吵架的學生。                                 | 郭浩勤                        |
|        |                                | 圍觀在伊和允石吵架的學生。                         | 陳雪瑩                        |
|        |                                | 校園祭朗誦的學生。                                 | 黃榮璋                        |
|        |                                | 校園祭表演短劇的學生。                             |                               |
|        |                                | 楊樂瑤                                             |                               |
| N/A    |                                | 議論浩朗打人的學生。                               | 王夢華                        |
| N/A    | 劉達斌                         |                                                    |                               |
|        |                                | 聽到浩朗繼續做主播感意外的學生。                   | 梁倩蘅                        |
|        | 李娜妍                         | 二班的學生。                                       | 黃穎誼                        |
|        |                                | 娜妍的好友。                                       | 梁倩蘅                        |
| N/A    |                                | 浩朗的同班同學。                                   | 梁倩蘅                        |

### 特別出演
| 演員     | 角色   | 介紹                                                                   | 粵語配音 |
| 金惠奫   | 徐玄雅 | 西延高中播音部的原主播。在一次廣播中公開向恩澤告白，但遭到恩澤的拒絕。 | 陳雪瑩   |
| 李漢偉   |        | 西延高中的校長。                                                       | 郭浩勤   |
| 安世河   |        | 西延大學的國文老師。                                                   | 劉達斌   |
| 尹宥善   |        | 浩朗的母親，經常忙於工作。                                             | 黃穎誼   |
| 金正學   |        | 浩朗的父親，經常忙於工作。                                             | 劉達斌   |
| 宋善美   |        | 恩澤的母親，離婚後因沒有遵守與恩澤的約定，十多年來都心存愧疚。         | 王夢華   |
| 全盧民   |        | 恩澤的父親。                                                           | 楊耀泰   |
| 高佑麗   |        | 西延高中的音樂老師。                                                   | 黃穎誼   |
| 車燁     |        | 西延高中的體育老師。                                                   |          |
| 鄭秀英   |        | 在伊的母親。                                                           | 王夢華   |
| 崔然竣   |        | 素賢的初中同學。                                                       | 黃榮璋   |
| 髙田健太 |        | 恩澤與浩朗觀看的電影《我們的秘密》男主角。                             | N/A      |
| 姜萊娜   |        | 恩澤與浩朗觀看的電影《我們的秘密》女主角。                             | N/A      |

### 其他人物
| 演員   | 角色   | 介紹                               | 粵語配音 |
| 朴鎮更 | 都宇率 | 都知才的妹妹，與在伊交好。         | 陳雪瑩   |
|        |        | 騷擾素賢的男生。                   | 黃榮璋   |
| 鄭受彬 | 李善珠 | 白浩朗的中學同學，以前曾欺負浩朗。 | 黃穎誼   |
|        |        | 浩朗父母的公司同事。               | 王夢華   |
|        |        | 郭浩勤                             |          |
|        |        | 陳成港                             |          |
| N/A    |        | 討論區上議論善珠和浩朗的用戶。     | 梁倩蘅   |
| N/A    |        | 討論區上議論浩朗欺負他人的用戶。   | 黃穎誼   |
| N/A    | 陳雪瑩 |                                    |          |
| N/A    | 梁倩蘅 |                                    |          |

## 收視率
| 集數       | 播出日期   | AGB收視率        |
| 集數       | 播出日期   | 大韓民國（全國） |
| ---------- | ---------- | ---------------- |
| 1          | 2020/11/17 | 1.302%           |
| 2          | 2020/11/24 | 0.428%           |
| 3          | 2020/12/01 | 0.604%           |
| 4          | 2020/12/08 | 0.428%           |
| 5          | 2020/12/15 | 0.727%           |
| 6          | 2020/12/22 | 0.597%           |
| 7          | 2020/12/29 | 0.622%           |
| 8          | 2021/01/12 | 0.785%           |
| 平均收視率 | 平均收視率 | 0.687%           |

- 收視最低的集數以藍色表示，收視最高的集數以紅色表示，而空格則表示該集的收視沒有相關數據。

## 同時段競爭作品
- KBS2 月火連續劇：《暗行御史：朝鮮秘密搜查團》
- MBC 月火連續劇：《Kairos》
- SBS 月火連續劇：《Penthouse》
- tvN 月火連續劇：《產後調理院》、《日與夜》

## 外部連結
- 韓國JTBC官方網站 （页面存档备份，存于）
- Live on-DAUM （页面存档备份，存于）

## 电视节目的变迁
| JTBC 火曜劇 | JTBC 火曜劇                                                      | JTBC 火曜劇 |
| --- | ---------------------------------------------------------------- | ----------- |
| | Live on （2020年11月17日 - 2021年1月12日）                       |             |
| 月火連續劇 重回18歲 （2020年9月21日 - 2020年11月10日） 火曜連續劇 善巖女高偵探團 （2014年12月16日－2015年2月4日） | 月火連續劇 前輩，那支口紅不要塗 （2021年1月18日 - 2021年3月9日） |             |

| 香港 Now劇集台 星期一至五 21:00 - 22:00     | 香港 Now劇集台 星期一至五 21:00 - 22:00  | 香港 Now劇集台 星期一至五 21:00 - 22:00 |
| ------------------------------------------- | ---------------------------------------- | --------------------------------------- |
|                                             | Live On （2021年7月26日 - 2021年8月9日） |                                         |
| 產後調理院 （2021年7月8日 - 2021年7月23日） | Times （2021年8月10日 - 2021年8月31日）  |                                         |

| 马来西亚 TV9 星期五至日 23:00 - 00:00    | 马来西亚 TV9 星期五至日 23:00 - 00:00         | 马来西亚 TV9 星期五至日 23:00 - 00:00 |
| ---------------------------------------- | --------------------------------------------- | ------------------------------------- |
|                                          | Live On （2024年6月28日 - 2024年7月25日）     |                                       |
| Dear. M （2024年6月1日 - 2024年6月27日） | 太阳的后裔 （2024年7月26日 - 2024年11月15日） |                                       |